# Sericoides intermedia
Sericoides intermedia är en skalbaggsart som beskrevs av Philippi 1864. Sericoides intermedia ingår i släktet Sericoides och familjen Melolonthidae. Inga underarter finns listade i Catalogue of Life.